# Geostachys penangensis
Espèce
Geostachys penangensis est une espèce de plante de la famille des Zingiberaceae (famille du gingembre) endémique aux collines de l'île de Penang en Malaisie.

## Description
- Plante herbacée haute de 1,30 mètre, dont les racines peuvent dépasser du sol d'au moins 30 cm
- Feuilles elliptiques de 30 cm de long sur 3  à 6 centimètres de large.
- Inflorescence de grandes fleurs individuelles disposées sur un seul côté.
- Les fleurs ont un labelle jaune pâle avec des lignes fines transparentes.

## Répartition
- Endémique aux collines de l'île de Penang en Malaisie (Government Hill, Tiger Hill, Western Hill et Moniot Road West).

## Conservation
L'espèce est considéree en danger par l'UICN. Depuis 2004 de nombreux bosquets de geostachys ont été détruits lors d'élargissement de routes.